# Adolfus africanus
Espèce
Synonymes
- Algiroides africanus Boulenger, 1906
- Adolfus fridericianus Sternfeld, 1912

Adolfus africanus est une espèce de sauriens de la famille des Lacertidae.

## Répartition
Cette espèce se rencontre en Zambie, au Kenya, en Ouganda, au Rwanda, au Congo-Kinshasa, au Soudan du Sud, en Centrafrique et au Cameroun.

## Publication originale
- Boulenger, 1906 : Additions to the herptetology of British East Africa. Proceedings of the Zoological Society of London, vol. 1906, n. 2, p. 570-573 (texte intégral).